# Bluebonnet Bowl
El Bluebonnet Bowl fue un bowl de fútbol americano universitario que se jugaba en Houston, Texas (Estados Unidos de América) desde 1959 hasta 1987.

## Historia
Un grupo integrado por la cámara de comercio y deportes de Houston decide organizar el bowl en 1959 y tenía como ser el Rice Stadium, el cual fue la sede en la mayoría de ediciones excepto entre 1968 y 1984 cuando se celebró en el Astrodome. Las ganancias del bowl eran distribuidas entre las organizaciones benéficas de Harris County, Texas. El nombre del bowl era en relación con la flor representativa de Texas.
En el partido generalmente se enfrentaban una universidad de Texas contra una universidad de otro estado; esto ocurrió en 19 de las 29 ediciones del bowl, y entre 1980 y 1987 exceptuando 1981 participó un equipo de la Southwest Conference. Los locales Houston Cougars jugaron el bowl en cuatro ocasiones, y los subcampeones del Big 8 Conference y Southeastern Conference eran participantes recurrentes en el bowl.
El bowl fue descontinuado en 1987 por la limitada venta de entradas y la ausencia de un patrocinador. En el 2000 regresaría un bowl al estado con el Houston Bowl y en 2006 con el Texas Bowl.

## Resultados
| Temporada | Campeón            | Campeón | Finalista      | Finalista | Sede         | Asistencia |
| --------- | ------------------ | ------- | -------------- | --------- | ------------ | ---------- |
| 1959      | #11 Clemson        | 23      | #7 TCU         | 7         | Rice Stadium | 55,000     |
| 1960      | #9 Alabama         | 3       | Texas          | 3         | Rice Stadium | 68,000     |
| 1961      | Kansas             | 33      | #17 Rice       | 7         | Rice Stadium | 52,000     |
| 1962      | Missouri           | 14      | Georgia Tech   | 10        | Rice Stadium | 55,000     |
| 1963      | Baylor             | 14      | LSU            | 7         | Rice Stadium | 50,000     |
| 1964      | Tulsa              | 14      | Ole Miss       | 7         | Rice Stadium | 50,000     |
| 1965      | #7 Tennessee       | 27      | Tulsa          | 6         | Rice Stadium | 40,000     |
| 1966      | Texas              | 19      | Ole Miss       | 0         | Rice Stadium | 67,000     |
| 1967      | Colorado           | 31      | Miami          | 21        | Rice Stadium | 30,156     |
| 1968      | #20 SMU            | 28      | #10 Oklahoma   | 27        | Astrodome    | 53,543     |
| 1969      | #17 Houston        | 36      | #12 Auburn     | 7         | Astrodome    | 55,203     |
| 1970      | Alabama            | 24      | #20 Oklahoma   | 24        | Astrodome    | 53,829     |
| 1971      | #7 Colorado        | 29      | #15 Houston    | 17        | Astrodome    | 54,720     |
| 1972      | #11 Tennessee      | 24      | #10 LSU        | 17        | Astrodome    | 52,961     |
| 1973      | #14 Houston        | 47      | #17 Tulane     | 7         | Astrodome    | 44,358     |
| 1974      | Houston            | 31      | #13 NC State   | 31        | Astrodome    | 35,122     |
| 1975      | #9 Texas           | 38      | #10 Colorado   | 21        | Astrodome    | 52,748     |
| 1976      | #13 Nebraska       | 27      | #9 Texas Tech  | 24        | Astrodome    | 48,618     |
| 1977      | #20 USC            | 47      | #17 Texas A&M  | 28        | Astrodome    | 52,842     |
| 1978      | Stanford           | 25      | #11 Georgia    | 22        | Astrodome    | 34,084     |
| 1979      | #12 Purdue         | 27      | Tennessee      | 22        | Astrodome    | 40,542     |
| 1980      | #13 North Carolina | 16      | Texas          | 7         | Astrodome    | 36,667     |
| 1981      | #16 Michigan       | 33      | #19 UCLA       | 14        | Astrodome    | 40,309     |
| 1982      | #14 Arkansas       | 28      | Florida        | 24        | Astrodome    | 31,557     |
| 1983      | Oklahoma State     | 24      | #20 Baylor     | 14        | Astrodome    | 50,090     |
| 1984      | West Virginia      | 31      | TCU            | 14        | Astrodome    | 43,260     |
| 1985      | #10 Air Force      | 24      | Texas          | 16        | Rice Stadium | 42,000     |
| 1986      | #14 Baylor         | 21      | Colorado       | 9         | Rice Stadium | 40,476     |
| 1987      | Texas              | 32      | #19 Pittsburgh | 27        | Astrodome    | 23,282     |

## Equipos con múltiples apariciones
| Equipo    | Conferencia     | Partidos | Victorias | Derrotas | Empates |
| --------- | --------------- | -------- | --------- | -------- | ------- |
| Texas     | SWC             | 6        | 3         | 2        | 1       |
| Houston   | Independiente   | 4        | 2         | 1        | 1       |
| Colorado  | Big 8           | 4        | 2         | 2        | 0       |
| Baylor    | SWC             | 3        | 2         | 1        | 0       |
| Tennessee | SEC             | 3        | 2         | 1        | 0       |
| Tulsa     | Missouri Valley | 2        | 1         | 1        | 0       |
| Alabama   | SEC             | 2        | 0         | 0        | 2       |
| LSU       | SEC             | 2        | 0         | 2        | 0       |
| Ole Miss  | SEC             | 2        | 0         | 2        | 0       |
| TCU       | SWC             | 2        | 0         | 2        | 0       |

## Títulos por conferencia
| Conferencia | Partidos | Victorias | Derrotas | Empates |
| ----------- | -------- | --------- | -------- | ------- |
| SWC         | 16       | 7         | 8        | 1       |
| SEC         | 13       | 2         | 9        | 2       |
| Big 8       | 10       | 6         | 3        | 1       |
| Independent | 8        | 3         | 4        | 1       |
| ACC         | 3        | 2         | 0        | 1       |
| Pac-10      | 3        | 2         | 1        | 0       |
| Big Ten     | 2        | 2         | 0        | 0       |
| MVC         | 2        | 1         | 1        | 0       |
| WAC         | 1        | 1         | 0        | 0       |